# Virgilio Calori
 Virgilio Calori, także Virgilius, Wirgiliusz (ur. 21 lipca 1832 w Bonaduz w kantonie Gryzonia, zm. 5 listopada 1874 w podróży z Warszawy do Wiednia) – włoski tancerz i baletmistrz działający w latach 1869-1874 w Warszawie; ojciec śpiewaczki Virginii (Wirginii) Calori (ok. 1870-1917).

## Kariera artystyczna
Od 1847 uczył się w szkole tańca Teatro alla Scala w Mediolanie pod okiem sławnego pedagoga Carlo Blasisa. Po dwóch latach nauki był już pierwszym tancerzem w Brescii, a później występował w Mediolanie, Neapolu, Wenecji, Genewie, Pradze i Budapeszcie. Od 1 października 1858 był pierwszym tancerzem opery dworskiej w Wiedniu, co łączył z występami gościnnymi w Bratysławie, Wrocławiu i Pradze oraz z prowadzeniem szkoły tańca w Wiedniu.

## W Teatrze Wielkim
We wrześniu 1869 przyjechał do Warszawy i 1 października tego roku został dyrektorem baletu Warszawskich Teatrów Rządowych. Okazał się utalentowanym i pracowitym choreografem, a także uzdolnionym pedagogiem, co udowodnił już wcześniej w Wiedniu. W czasie swojej 5-letniej pracy w  Teatrze Wielkim dbał o kształcenie tancerzy i poziom artystyczny baletu warszawskiego. Czasami też występował, m.in. w swoim balecie Tancerze europejscy w Chinach jako jeden z błaznów dworskich (7 maja 1870). Jego najwybitniejszym osiągnięciem choreograficznym w Warszawie był balet Pan Twardowski z muzyką Adolfa Sonnenfelda, który osiągnął wielkie powodzenie wśród publiczności i prezentowany był na scenie Teatru Wielkiego przez długie lata. Na początku września 1874 Calori zachorował i zmarł jeszcze w tym roku podczas swojej podróży do Wiednia.
Pozostawił po sobie w Polsce trwałe, choć nieczytelne już dziś niestety wspomnienie w słowach popularnej dziecięcej piosenki: 
Ojciec Wirgiliusz uczył dzieci swoje,
A miał ich wszystkich sto dwadzieścia troje.
Hejże, dzieci! Hejże-ha!
Róbcie wszystko to, co ja.
Mało kto wie, że ów "ojciec Wirgiliusz" to właśnie baletmistrz Virgilio Calori, a tajemnicza liczba 123 to łączna ilość tancerzy ówczesnego zespołu baletowego i uczniów szkoły baletowej Teatru Wielkiego, którymi kierował on w latach 1869-1874.

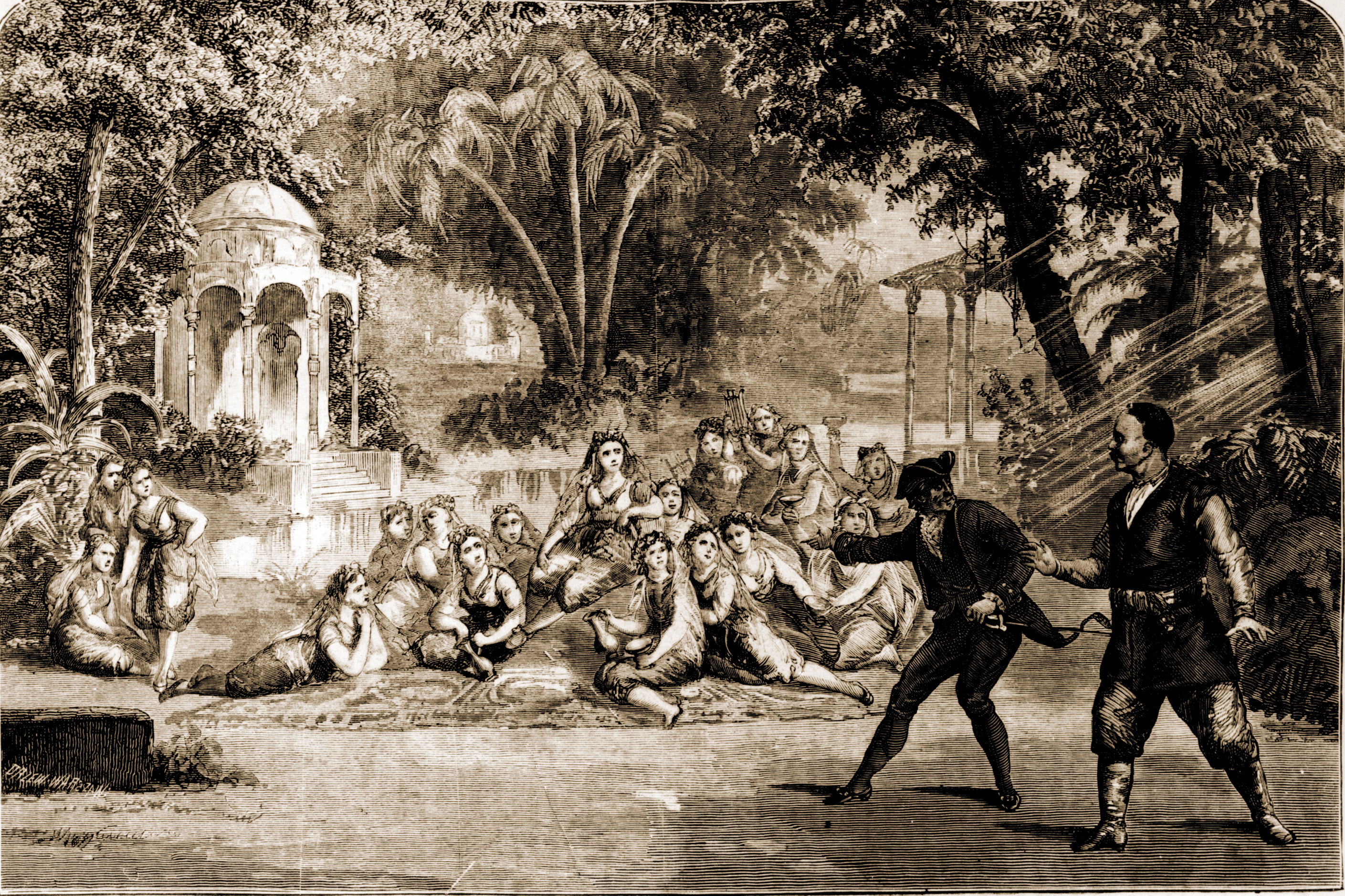
Pan Twardowski w choreografii Virgilio Caloriego, Teatr Wielki, Warszawa 1874

## Prace choreograficzne w Warszawie
- 04.11.1869:  Flick i Flock, balet fantastyczno-komiczny w 3 aktach według Paolo Taglioniego, 6 obrazach, muzyka Peter Ludwig Hertel[5]
- 16.01.1870:  Córka źle strzeżona, balet komiczny w 2 aktach, 3 obrazach, muzyka różnych kompozytorów[6]
- 13.02.1870:  Kadryle włoskie, balet-divertissement w 1 akcie muzyka N.N[7].
- 07.05.1870:  Tancerze europejscy w Chinach, balet w 2 aktach, 3 obrazach, muzyka Adam Münchheimer, Daniel Auber i Paolo Giorza[8]
- 01.12.1870:  Figle szatana, balet fantastyczno-czarodziejski w 4 aktach, 6 obrazach, muzyka Adam Münchheimer i Stanisław Moniuszko[9]
- 11.06.1871:  Libella, czyli Zemsta owadu, balet mimiczno-czarodziejski w 2 aktach, 3 obrazach, muzyka Friedrich von Flotow, Stanisław Moniuszko i inni[10].
- 28.01.1872:  Almea, uczennica Amora, balet-divertissement w 1 kaci, muzyka różnych kompozytorów[11]
- 20.04.1873:  Meluzyna, balet fantastyczno-czarodziejski w 4 aktach, 9 obrazach, muzyka Adolf Sonnenfeld[12]
- 06.07.1874:  Pan Twardowski, balet czarodziejsko romantyczny w 4 aktach, 12 obrazach, muzyka Adolf Sonnenfeld[13]